# سیارک ۱۲۴۷
سیارک ۱۲۴۷ (به انگلیسی: 1247 Memoria، نامگذاری:1932QA) هزار و دویست و چهل و هفتمین سیارک کشف شده‌است که در ۳۰ اوت ۱۹۳۲ کشف شد.
قدر مطلق سیارک برابر ۱۰٫۵۲ است.